# Île Weiden
L'île Weiden (en français, Île aux Saules) est une île de l'Isar à Munich, qui a été reconstruite artificiellement au cours de la renaturation du fleuve (plan Isar), entre les ponts Wittelsbach et de Reichenbach. Les travaux de construction de cette section, avec la construction d’une nouvelle branche de l’Isar, ont eu lieu entre 2009 et 2011. Lorsque l'île a été plantée, elle reposait sur un groupe de huit saules matures dont les cimes couvraient en grande partie la surface et qui ont donné son nom à l'île. L'île Weiden est destinée pendant la saison de reproduction à être un havre pour les oiseaux et les petits animaux et peut être visitée toute l'année, à l'exception de la saison de reproduction au printemps,.

## Description
L'île est située dans le quartier Au du district Au-Haidhausen, dans la zone frontalière Isar Ludwig-Isarvorstadt. Sur la rive droite se trouvent des jardins de la ville de Munich. 
L'île Weiden mesure 66 mètres de long et a une largeur maximale de 27 mètres. La superficie est estimée à environ 0,15 hectare ou 1 500 mètres carrés. 

Dans la planification, il existe un projet de pont piétonnier appelé Klenzesteg, reliant l’île du côté nord. D'une longueur d'environ 150 mètres et d'une largeur de quatre mètres, le pont conçu pour les piétons et les cyclistes doit traverser l'Isar à Klenzestraße et se terminer de l'autre côté dans le secteur de l'Isargrün. L'idée remonte au groupe vert de la ville de Munich. Le résultat d'un concours de réalisation est disponible pour la passerelle. Que le pont soit construit est incertain et litigieux. Depuis de nombreuses années, l’hôtel de ville-CSU tente de relier les ponts de Reichenbach et de Wittelsbach au-dessus de l’Isar, toujours à l’époque du "temps rouge-vert" qui relie l’Isar renaturé et qualifie le projet de "totalement inutile".  Le coût de la passerelle est estimé à cinq millions d'euros. 

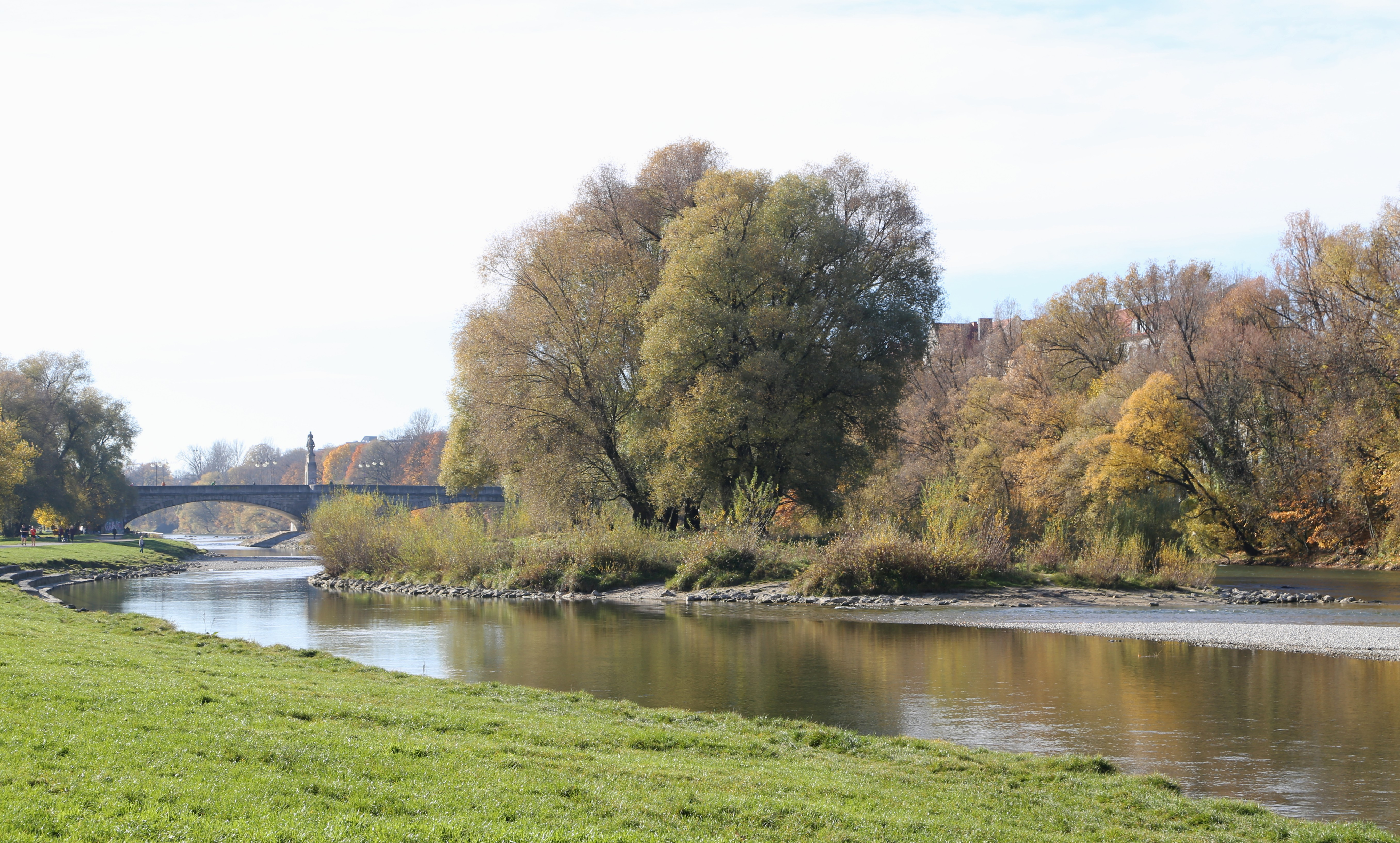
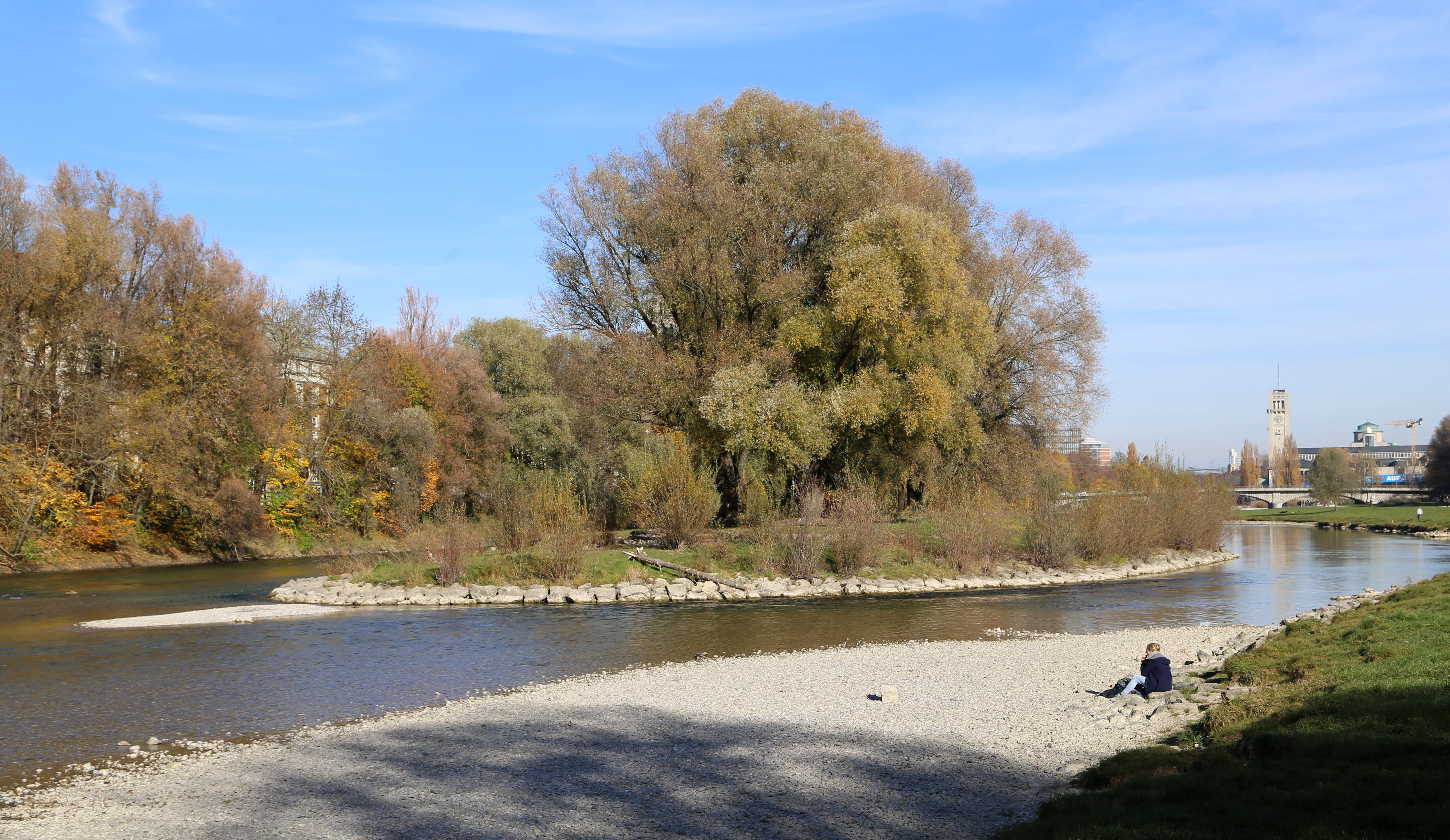
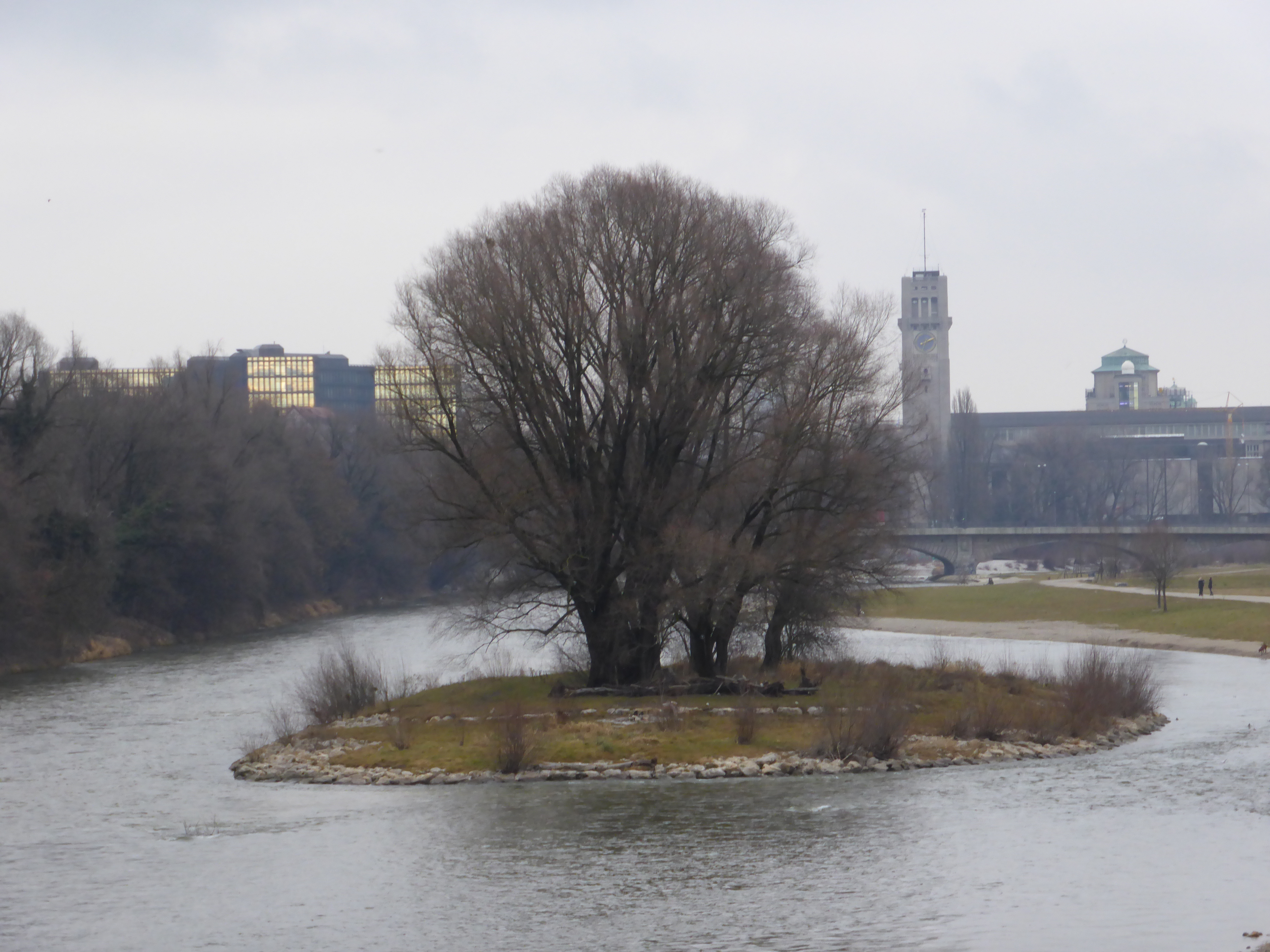

### Webographie
- Glockenbach-Kurier: Galerie d'images de l'émergence de l'île Weiden